# Phalaenopsis sanderiana
Phalaenopsis sanderiana Rchb.f., 1882 è una pianta della famiglia delle Orchidacee endemica delle Filippine.

## Descrizione
È un'orchidea epifita di media taglia, a  crescita monopodiale. Si presenta come una pianta pendente, con un corto fusto avvolto dalle foglie conduplicate, affusolate alla base, di forma da ellittica ad oblungo-ellittica, ad apice acuto, di colore verde soffuso di porpora con variegature argentee. La fioritura avviene normalmente da metà primavera fino alla tarda estate, mediante un'infiorescenza racemosa o paniculata, ramificata, che aggetta lateralmente, eretta, incurvata, lunga mediamente 80 centimetri, ricoperta da minute brattee floreali di forma triangolare, portante da 15 a 20 fiori. Questi sono grandi dai 7 agli 8 centimetri, sono molto vistosi, di consistenza membranosa e di colore bianco soffuso di rosa, in petali (di forma ovata) e sepali (di forma ovato-lanceolata e più piccoli dei petali). Il labello si presenta trilobato, coi lobi laterali rialzati ed è bianco con macchie gialle arancioni e porpora.

## Distribuzione e habitat
La specie è originaria delle Filippine, in particolare è endemica dell'isola di Mindanao, dove cresce epifita su alberi della foresta tropicale.

## Sinonimi
Phalaenopsis amabilis subvar. sanderiana (Rchb.f.) Ames, 1908

Phalaenopsis aphrodite var. sanderiana (Rchb.f.) Quisumb., 1941

Phalaenopsis amabilis var. sanderiana (Rchb.f.) R.S.Davis, 1949

Phalaenopsis sanderiana var. marmorata Rchb.f., 1883

Phalaenopsis alcicornis Rchb.f., 1887

Phalaenopsis sanderiana subvar. alba A.H.Kent, 1891

Phalaenopsis sanderiana subvar. marmorata (Rchb.f.) A.H.Kent, 1891

Phalaenopsis sanderiana var. punctata O'Brien, 1891

Phalaenopsis sanderiana subvar. punctata (O'Brien) A.H.Kent, 1891

Phalaenopsis sanderiana var. alba (A.H.Kent) Stein, 1892

Phalaenopsis amabilis f. alba (A.H.Kent) Ames, 1908

Phalaenopsis amabilis f. marmorata (Rchb.f.) Ames, 1908

Phalaenopsis amabilis f. punctata (O'Brien) Ames, 1908

Phalaenopsis sanderiana var. pulcherrima Rolfe, 1911

Phalaenopsis sanderiana f. alba (A.H.Kent) Christenson, 2001

## Coltivazione
Questa pianta è bene coltivata in panieri appesi, su supporto di sughero oppure su felci arboree e richiede in coltura esposizione all'ombra, temendo la luce diretta del sole, con temperature fresche nella fase di riposo e calde nella fase della fioritura.